# منصور المزيدي
منصور الشيخ موسى المزيدي (1905 - 1976) عضو المجلس البلدي 1960 وعضو المجلس التأسيسي الكويتي ونائب مجلس الأمة الكويتي لدورتين عام 1962 و1967 بالدائرة الأولى شرق، حيث حل بالمركز الأول في عام 1962، وبالمركز الخامس في عام 1967 ب 841 صوت. ولم يتمكن من الوصول للبرلمان في عام 1963 حيث حل بالمركز الثاني عشر ب 488 صوت.

## عن حياته واسرته
بدأ حياته السياسية كنائب في مجلس الامة لدورتين عام 1962 و1967 ، ويتحدث سبع لغات بما فيها الايطالية والانجليزية والهندية، وتزوج من ثلاث زوجات، كويتية - تركية - لبنانية، وتوفي في مستشفى الصباح في الكويت عام 1976 عن عمر ناهز ال71 عام، وتم تكريمه بوشاح من الدرجة الأولى واستلم الوشاح ابنه د.موسي منصور المزيدي بحفل تكريمي قبل 3 سنوات في قصر بيان من قبل سمو امير البلاد الشيخ صباح الأحمد وله من الأبناء:
- د.فيصل منصور المزيدي (وكيل وزارة المالية المساعد عام 1961).
- د. زيدان المزيدي استشاري غدد صماء مستشفى الصباح.
- عبد الحميد منصور المزيدي (مؤسس سوق الأوراق المالية في الكويت).
- د. هاني المزيدي الباحث في معهد الأبحاث الكويتي.
- د. زهير المزيدي المستشار الإعلامي ورئيس مبرة المؤسسة العربية للقيم المجتمعية.
- د. الحارث المزيدي المختص في العلاقات الزوجية.
- د.موسى منصور المزيدي (دكتور بكلية الهندسة والبترول - جامعة الكويت).